# Capteur piézoélectrique

Schéma de principe de fonctionnement d'un capteur piézoélectrique

Un capteur piézoélectrique est un capteur utilisant l'effet piézoélectrique afin de mesurer des grandeurs physiques telles que la pression, l'accélération, ou tout autre grandeur physique engendrant des contraintes ou des déformations mécaniques par le biais de matériaux actifs (magnétique, électrique, thermique, mécanique...). En effet, la notion de capteur piézoélectrique peut être étendue à des dispositifs couplant l'utilisation de matériaux piézoélectriques avec celle d'un matériau actif (matériau au sein duquel existe un couplage physique entre plusieurs grandeurs physiques: matériau magnétostrictif, magnétoélectrique p. ex.).
Parmi les capteurs piézoélectriques, on distingue ceux exploitant l'effet piézoélectrique en statique (excitation par une tension continue) et ceux utilisant l'effet piézoélectrique en dynamique (excitation fréquentielle). Parmi ces derniers, on peut distinguer plusieurs classes selon les modes de vibration du matériau piézoélectrique employés, dont: les capteurs utilisant les modes de vibration de volume ("bulk" en anglais), ceux utilisant des modes de surface (via les ondes acoustiques de surface notamment) et enfin ceux utilisant des modes de plaque (ondes de Lamb p. ex.). Ces modes de vibrations sont spécifiques des matériaux piézoélectriques utilisés et font encore l'objet de recherche à l'heure actuelle.

## Matériaux
Le choix du matériau piézoélectrique dans l'optique du développement d'un capteur piézoélectrique est primordial, quant aux propriétés recherchées en termes de sensibilité, de compatibilité avec l'environnement dans lequel il opérera (hautes températures, acidité du milieu...) ou encore en termes de complexité des procédés de fabrication mis en œuvre ainsi que des coûts mis en jeu. Les matériaux piézoélectriques les plus utilisés à l'heure actuelle sont le quartz, le niobate de lithium, ainsi que le tantalate de lithium.

### Quartz
Le quartz est un matériau piézoélectrique naturellement présent sur Terre dans la roche (cristaux présentant des macles altérant ces propriétés). Pour cette raison, il est synthétisé par croissance hydrothermale dans le cadre d'applications industrielles (cristal de quartz en électronique, wafer pour les micro-nano technologies...). Le quartz présente des modes de vibration différents selon la coupe utilisée, ce qui en fait un matériau versatile. Les principales coupes cristallines ainsi que leur mode de vibration (mode de volume) sont résumés dans le tableau suivant:
| Mode de vibration        | Coupe cristallographique |
| ------------------------ | ------------------------ |
| Cisaillement d'épaisseur | AT, BT                   |
| Élongation               | 5°X                      |
| Flexion                  | XY, NT                   |
| Tuning fork (diapason)   | 2°X                      |
| Cisaillement de contour  | CT, DT, SL               |

Le quartz est également un matériau dans lequel peut se propager des ondes acoustiques de surface. La nature de ces ondes acoustiques de surface (polarisation, vitesse de propagation...) dépend de la coupe cristallographique utilisée. Dans le tableau suivant figure quelques propriétés relatives à ce point:
| Coupe cristallographique | Polarisation        | Vitesse de propagation |
| ------------------------ | ------------------- | ---------------------- |
| Quartz 36° Y-X + 90°     | Purement Transverse | 5 100 m/s              |
| Quartz -75° Y-X          | Longitudinal        | 3 950 m/s              |

### Niobate de lithium (LiNbO3)
Le niobate de lithium est un matériau piézoélectrique se présentant généralement sous forme de substrat (wafer). Il est très utilisé dans les dispositifs à ondes acoustiques de surface (capteurs, filtres) en raison de ses excellentes propriétés electro-mécaniques. Les propriétés des ondes acoustiques de surface existant dans ce matériau sont résumées dans le tableau suivant,:
| Coupe cristallographique | Polarisation  | Coefficient de couplage | Vitesse de propagation |
| ------------------------ | ------------- | ----------------------- | ---------------------- |
| LiNbO3 64° Y-X           | Transverse    | 11,3 %                  | 4 742 m/s              |
| LiNbO3 41° Y-X           | Transverse    | 17,2 %                  | 4 792 m/s              |
| LiNbO3 128° Y-X          | Rayleigh      | 5,5 %                   | 3 979 m/s              |
| LiNbO3 Y-Z               | Longitudinale | 4,9 %                   | 3 488 m/s              |

### Tantalate de lithium (LiTaO3)
Le tantalate de lithium est également très utilisé dans les dispositifs à ondes acoustiques de surface. Ci-dessous, figurent les propriétés des ondes acoustiques de surface existant dans ce matériau:
| Coupe cristallographique | Polarisation  | Coefficient de couplage | Vitesse de propagation |
| ------------------------ | ------------- | ----------------------- | ---------------------- |
| LiTaO3 X-112°Y           | Longitudinale | 0,75 %                  | 3 300 m/s              |
| LiTaO3 36° Y-X           | Transverse    | 5 %                     | 4 212 m/s              |

## Applications

### Capteurs à ondes de volume

#### Microbalance à quartz

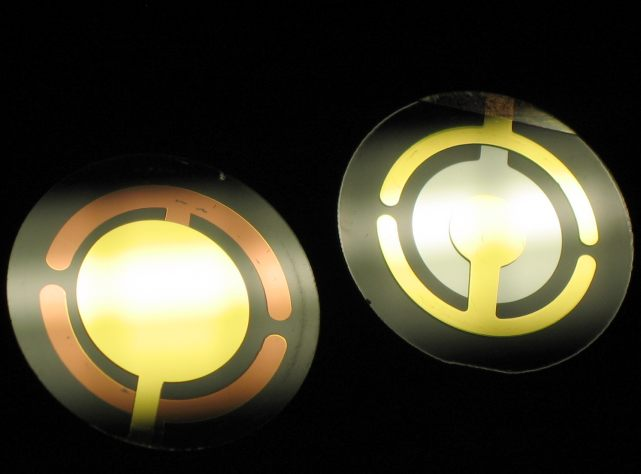
Microbalance à quartz

Une microbalance à quartz est un résonateur à quartz qui se présente sous la forme d'un disque de quartz d'environ 330 μm d'épaisseur (fréquence de résonance comprise généralement entre 5 et 6 MHz) et d'environ 1 cm de diamètre qui est utilisé pour mesurer de très faibles masses. Le principe de mesure est basé sur la variation de fréquence de résonance du quartz due à l'ajout d'une épaisseur de matière à sa surface et ce, de manière proportionnelle (équation de Sauerbrey). Celle-ci est définie de la manière suivante :

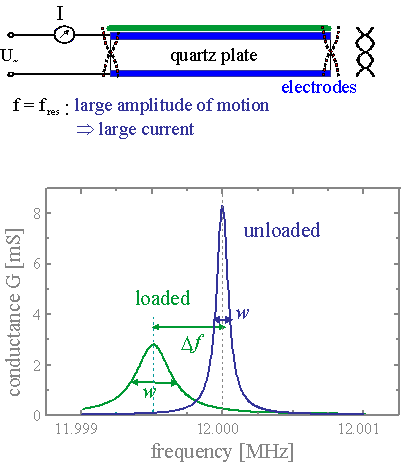
Principe d'une microbalance à quartz

{\displaystyle \Delta f={\frac {2f_{0}^{2}}{A{\sqrt {\rho _{q}\mu _{q}}}}}\Delta m}
{\displaystyle f_{0}} – Fréquence de résonance du quartz (Hz)
{\displaystyle \Delta f} – Variation de fréquence (Hz)
{\displaystyle \Delta m} – Variation de masse (g)
{\displaystyle A} – Surface piézoélectrique active du quartz (surface des électrodes, cm2)
{\displaystyle \rho _{q}} – Densité du quartz ({\displaystyle \rho _{q}} = 2,648)
{\displaystyle \mu _{q}} – Module de cisaillement du quartz (coupe AT) ({\displaystyle \mu _{q}} = 2,947 × 1011 g cm−1 s−2)
Lorsque le quartz entre en résonance sous l'effet d'une excitation par un signal alternatif (ou bien lorsque monté dans un oscillateur), une onde stationnaire naît dans l'épaisseur du disque. Lorsque celle-ci est modifiée par un dépôt de matière, la longueur d'onde de l'onde stationnaire s'en trouve modifiée, modifiant ainsi la fréquence du mode de vibration du quartz. Typiquement, une variation de quelques nanogrammes par centimètre carré peut être détectée en raison du très grand facteur de qualité du quartz (environ 106) assurant une très grande stabilité de la fréquence (de l'ordre de quelques ppm).
Les applications des microbalances à quartz sont nombreuses : suivi et mesure de l'épaisseur de dépôt de matériau en couches minces (notamment par pulvérisation cathodique ou évaporation sous vide), suivi de processus de type électrochimique (corrosion), biologique (capteur ADN), physico-chimique...

### Capteurs à ondes acoustiques de surface
Depuis plusieurs années, les capteurs à ondes acoustiques de surface connaissent un intérêt croissant en raison de la miniaturisation toujours plus poussée des dispositifs électroniques, notamment via les microsystèmes électromécaniques. Un des avantages de cette technologie est la possibilité de créer des capteurs passifs et sans fil.
Ils utilisent pour la plupart le même principe : la modification de la vitesse de propagation des ondes acoustiques de surface par la grandeur physique que l'on veut mesurer. La vitesse de propagation des ondes à la surface du substrat dépend de la nature de celui-ci et leur longueur d’onde est fixée par la géométrie des IDT. Leur fréquence est alors donnée par la formule : {\displaystyle f={\frac {v}{\lambda }}}
avec :

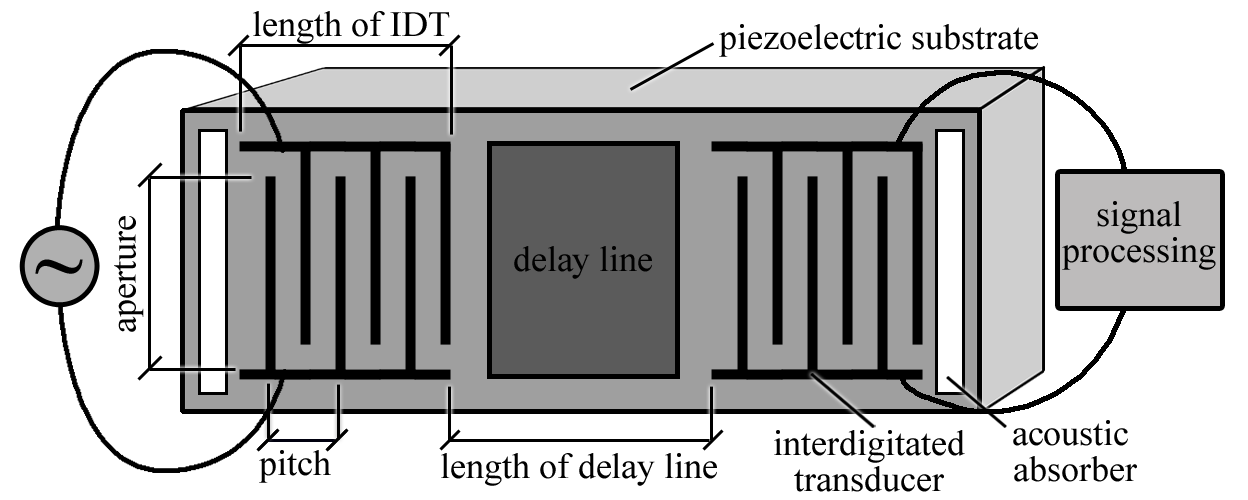
Diagramme d'un capteur à onde acoustique de surface (ligne à retard)

- {\displaystyle f} la fréquence de résonance du dispositif à onde acoustiques de surface
- {\displaystyle v} la vitesse de propagation de l’onde sur le substrat piézoélectrique
- {\displaystyle \lambda } la longueur d'onde

Ces capteurs peuvent servir entre autres à mesurer la pression, la température ou encore la concentration de certains gaz.

#### Capteur de champ magnétique
Les capteurs de champ magnétique à ondes acoustiques de surface reposent sur un principe simple : l’interaction entre les ondes acoustiques de surface et un matériau magnétostrictif via un couplage magnéto-élastique. Des électrodes en peignes inter-digités sont déposées en couches minces sur un matériau piézoélectrique. La longueur d'onde (et donc la fréquence d'excitation) est fixée par le pas du réseau des électrodes en peignes inter-digités. Lorsque celles-ci sont excitées par un signal sinusoïdal, des ondes acoustiques de surface sont générées par effet piézoélectrique et se propagent à la surface du substrat. Un matériau magnétostrictif (Ni, FeGa, FeCoSiB, TbCo2/FeCo...) ayant la particularité de se déformer sous l'effet d'un champ magnétique est déposé à la surface du substrat piézoélectrique sur le trajet de l'onde acoustique de surface (généralement par pulvérisation cathodique). Les contraintes engendrées par le matériau magnétostrictif lors de sa déformation sous l'effet du champ magnétique, modifient localement l'élasticité du matériau piézoélectrique, modifiant ainsi la vitesse de propagation de l'onde acoustique dans le substrat. Ce phénomène porte le nom d'effet ΔE (E représentant le module d'élasticité du matériau).
Les capteurs de champ magnétique à ondes acoustiques de surface se présentent principalement sous deux formes :
- une ligne à retard comprenant deux électrodes en peignes inter-digités (un émetteur et un récepteur) entre lesquelles est déposé le matériau magnétostrictif. La variation de vitesse de propagation de l'onde acoustique de surface en raison de l'effet ΔE engendre un déphasage (en plus du déphasage dû à la propagation entre l'émetteur et le récepteur) dépendant du champ magnétique externe. La mesure du champ magnétique avec un tel capteur s'effectue donc en transmission. Ce type de structure peut être utilisé dans une configuration interférométrique afin de s'affranchir des variations de température notamment.
- un résonateur comprenant une électrode en peignes inter-digités (émetteur et récepteur confondus) entourée de réflecteurs métalliques en court-circuit ou en circuit ouvert. La mesure du champ magnétique avec un tel capteur s'effectue en réflexion. Dans cette configuration, la fréquence de résonance varie en fonction du champ magnétique environnant le capteur. La sensibilité d'un tel capteur est principalement dépendante du facteur de qualité du résonateur (celui-ci dépendant du design du résonateur, du matériau des électrodes, du substrat piézoélectrique utilisé, de la polarisation de l'onde acoustique de surface[13]...). Plus précisément, la figure de mérite pertinente est le produit facteur de qualité-fréquence. Typiquement, celui-ci est de l'ordre de 1013 pour le plus sensible des capteurs (104 à1 GHz).

#### Capteur de gaz
Le principe des capteurs de gaz à ondes acoustiques de surface est basé sur l'absorption des molécules de gaz par l'intermédiaire d'un film mince en polymère. Celui-ci est placé sur le trajet de l'onde acoustique de surface dans une structure de type ligne à retard. Une matrice de films minces en polymères présentant chacun une sensibilité à une molécule chimique particulière peut être réalisée sur un même substrat afin de détecter des molécules chimiques de nature différente et ainsi constituer une structure type "lab-on-chip" autorisant une résolution de l'ordre de quelques parties par trillions (ppt).

#### Gyroscope
Les gyroscopes à ondes acoustiques de surface reposent sur la force de Coriolis. Une des pistes explorées pour ces gyroscopes est celle des ondes stationnaires. Des électrodes en peignes inter-digités vont émettre des ondes progressives de même direction mais de sens opposés ce qui va donner naissance à une onde stationnaire. On va alors placer au niveau des ventres de cette onde une série de plots métalliques. Ces plots vont jouer le rôle de la masse en vibration des gyroscopes MEMS classiques. L'avantage étant que la masse étant divisée en plusieurs plot collés au matériau piézoélectrique elle ne peut pas se briser. Le dispositif est donc de ce point de vue plus robuste.
Les plots métalliques au niveau des ventres vibrent perpendiculairement à la surface. Ainsi, lorsque le système subit une rotation selon l’axe de propagation des ondes, les plots se mettent aussi à osciller parallèlement à la surface ce qui crée une nouvelle onde acoustique de surface se propageant perpendiculairement à l’onde stationnaire. La première idée pour récupérer l’information contenue dans cette onde est d’utiliser une autre électrode inter-digitée afin de capter l'onde.
Cependant cette solution n’offre pas des résultats satisfaisants, la puissance récupérée par les électrodes inter-digitées étant trop faible. La solution consiste donc à faire interagir l’onde acoustique de surface générée par la force de Coriolis avec une autre onde acoustique de surface. En effet, l’onde générée par la force de Coriolis va modifier la vitesse de propagation des autres ondes sur le substrat. Ainsi, en utilisant deux systèmes d’électrodes inter-digitées, l’un soumis à l’effet des ondes de Coriolis et l’autre non, on peut mesurer le décalage en fréquence ou le déphasage induit par les ondes de Coriolis. Le second système d’électrodes inter-digitées permet de s’affranchir de l’influence de la température, de la pression, etc.
D’autres gyroscopes à ondes acoustiques de surface ont été développés en utilisant des ondes de Rayleigh progressives plutôt que stationnaires. En effet, la force de Coriolis en agissant sur les plots va modifier la fréquence de l’onde incidente ce que l’on va pouvoir détecter avec une seconde électrode inter-digitée. Cette solution offre une sensibilité moindre que celle se basant sur les ondes stationnaires mais est plus compacte et est une voie de développement intéressante des gyroscopes à ondes acoustiques de surface.
Afin de développer plus avant les capacités de ces gyroscopes, il a été étudié la possibilité de créer des gyroscopes capables de détecter des rotations selon plusieurs axes. On peut pour cela utiliser d’autres ondes de surface que les ondes de Rayleigh telles que les ondes SH (Shear-Horizontal), ou de Lamb qui ne vont plus faire vibrer les plots métalliques verticalement mais horizontalement. Une autre option est d’utiliser des ondes acoustiques de volume.